# Sinfonia n. 3 (Dvořák)

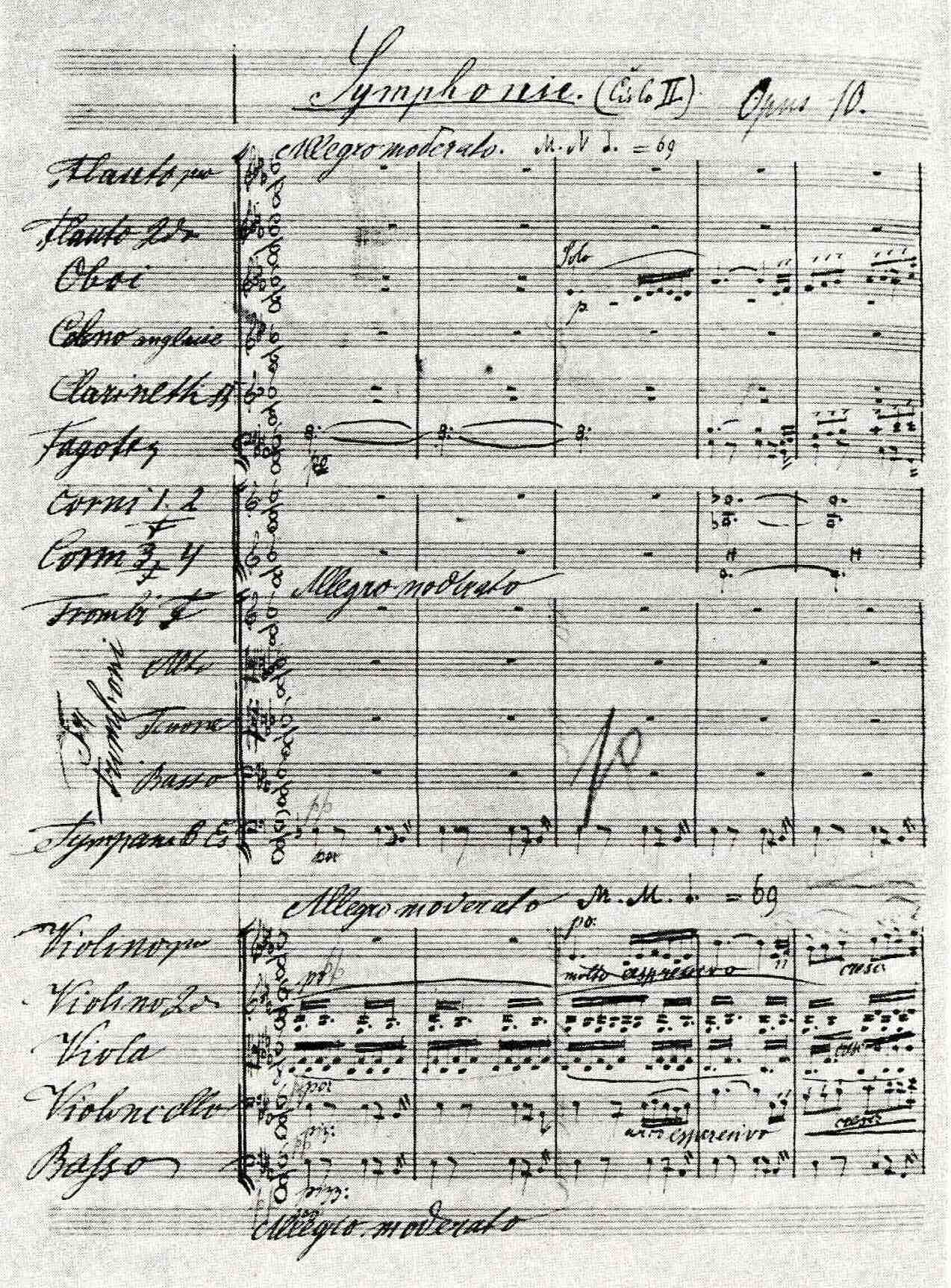
La prima pagina della partitura della sinfonia.

La Sinfonia n. 3 in Mi bemolle maggiore, Op. 10, B. 34 fu composta da Antonín Dvořák.
Non è ben nota la data della composizione (Dvořák ha strappato via la nota dal titolo della pagina con un coltello, quindi è quasi impossibile ricostruire con certezza la data in cui fu scritta). Comunque, pare che la sinfonia sia stata composta nel 1872. Non è altresì possibile risalire al testo originale di quest'opera. Venne eseguita per la prima volta dalla Prague Philharmonic Orchestra il 29 marzo 1874, diretta da Bedřich Smetana. Il lavoro fu rivisitato dallo stesso Dvořák tra il 1887 ed il 1889, nonostante non sia stato stampato prima del 1912 (dopo la morte del compositore) da N. Simrock a Berlino.

## Forma
La sinfonia, a differenza delle altre sinfonie di Dvořák, consta di soli tre movimenti:
1. Allegro moderato
2. Adagio molto, tempo di marcia
3. Allegro vivace

Un’esecuzione tipica di questo lavoro dura circa 40 minuti.

## Strumentazione
Questa sinfonia è concepita per un'orchestra di 2 flauti, ottavino, 2 oboi, corno inglese, 2 clarinetti, 2 fagotti, 4 corni, 2 trombe, 3 tromboni, tuba, timpani, triangolo, arpa ed archi